# Jupitrov tempelj (rimski Heliopolis)
Jupitrov tempelj je ogromen rimski tempelj, največji v rimskem svetu, ki je v kompleksu Baalbek v Heliopolis Syriaca (sodobni Libanon). Tempelj je služil kot orakelj in je bil posvečen Jupitru Heliopolitanusu.
Ni znano, kdo je naročil ali načrtoval tempelj, niti natančno, kdaj je bil zgrajen. Delo se je verjetno začelo okoli leta 16 pr. n. št. in je bilo skoraj dokončano okoli leta 60 n. št. Stoji na zahodnem koncu velikega dvorišča rimskega Heliopolisa, na široki kamniti ploščadi, dvignjeni še 7 m nad ogromnimi kamni temeljev, od katerih so trije med najtežjimi bloki, ki so bili kdaj uporabljeni v gradnji. Na mestu so že dolgo potekale kultne dejavnosti; tempelj je domnevno nadomestil prejšnjega, verjetno z uporabo enakih temeljev.}}
Bil je največji tempelj, posvečen Jupitru v celotnem Rimskem cesarstvu. Stebri so bili visoki 19,9 metra s premerom skoraj 2,5 metra: največji v klasičnem svetu. Za ustvarjanje tega ogromnega tempeljskega kompleksa so bila potrebna tri stoletja.

## Zgodovina
Ogromen kamnolom v bližini je verjetno vplival na odločitev Rimljanov, da na tem gorskem mestu ustvarijo ogromno veliko dvorišče velikega poganskega tempeljskega kompleksa, čeprav je na 1145 metrih nadmorske višine in je ležal na oddaljeni vzhodni meji Rimskega cesarstva.
Čeprav grški zgodovinar iz 6. stoletja Ivan Malala datira tempelj v obdobje vladavine Antonina Pija (138–161 n. št.), se je gradnja verjetno začela kmalu po l. 16 pr. n. št., ko je Baalbek postal rimska kolonija, znana kot Colonia Julia Augusta Felix Heliopolitana. V veliki meri je bil dokončan do leta 60 našega štetja, kar dokazuje grafit na enem od najvišjih stebrnih bobnov. V obdobju Rimskega cesarstva je bilo pomembno versko mesto in cesarji so pogosto obiskovali tempeljsko preročišče. Trajan je izvedel za njegovo skorajšnjo smrt ok. 115 n. št.
Tempeljski kompleks je na dvignjenem trgu, postavljenem 7 m nad prejšnjim podstavkom v obliki črke T, sestavljenim iz podesta, stopnišča in temeljnih sten. Ti zidovi so bili zgrajeni iz približno 24 monolitov, na najnižji ravni tehtanja približno 300 ton vsak. Najvišji podporni zid na zahodu ima drugi niz monolitov, ki vsebujejo znamenite Tri kamne (grško Τρίλιθον, Trílithon): izrezane iz apnenca, meri več kot 19 m  v dolžino, 4,3 m visoki in 3,6 m široki tehtajo približno 800 ton vsak. (Četrti, še večji kamen, imenovan Kamen noseče ženske, leži neuporabljen v bližnjem kamnolomu 800 m od mesta in tehta okoli 1000 ton. Peti, tehta približno 1200 ton, leži v istem kamnolomu. Skozi temelje vodijo trije ogromni prehodi v velikosti železniških predorov.
Široko stopnišče je omogočilo dostop do dvignjene ploščadi, ki je na vrhu merila 47,7 m × 87,75 m. Prav Jupitrov tempelj je obkrožal peristil 54 korintskih stebrov brez kanelur: deset spredaj in zadaj ter devetnajst vzdolž vsake strani. Stebri so bili visoki 19,9 metra, kar je najvišje od vseh klasičnih templjev, vrh pedimenta pa naj bi bil 44 metrov nad tlemi dvorišča. S pravokotnim tlorisom 88 x 44 metrov je precej manjši od zgodnejših grških templjev, kot sta Artemidin tempelj v Efezu in Apolonov tempelj v Didimi. Njegov pomen je bolj v prefinjenosti njegovega načrtovanja in arhitekturnih podrobnosti.
Številni julijsko-klavdijski cesarji so po vrsti obogatili tempeljsko svetišče. Sredi 1. stoletja je Neron zgradil stolp-oltar nasproti templja. V zgodnjem 2. stoletju je Trajan templju dodal preddverje s portiki iz rožnatega granita, pripeljanega iz Asuana na južnem koncu Egipta.
Tempelj-svetišče heliopolitskega Zevsa so uničili potresi, uničen in izropan za kamen pod Teodozijem in spet pod Justinijanom: osem stebrov so odpeljali v Konstantinopel (sodobni Carigrad) za vključitev v Hagijo Sofijo. V poznem 18. stoletju so padli trije stebri.

## Gradnja
Izvorni način gradnje ostaja arheološka skrivnost.
Kamnolom je bil nekoliko višji od kompleksa templja, zato za premikanje kamnov ni bilo potrebno dviganje.
Posamezna rimska dvigala niso bila sposobna dvigniti kamnov v razponu od 60 do 100 ton, ampak bi lahko zgradili posebnega samo za ta tempelj.
Veliki kamni so bili verjetno odvaljeni na svoje mesto vzdolž začasnih zemeljskih nasipov iz kamnoloma ali pa je bilo morda uporabljenih več žerjavov v kombinaciji ali pa so se menjavali na straneh po malem in vsakič zapolnili podpore pod njimi.
Nadaljevanje arheoloških raziskav so ovirali civilni nemiri v regiji.

## Funkcija
Macrobij, pisal ok. leta 400, pravi, da je tempelj imel zlat kip Apolona ali Zevsa. Predstavljen je bil kot golobradi mladenič in v obleki kočijaža, njegova desna roka je držala bič, leva pa strelo in klasje pšenice.

## Trenutno stanje
Trenutno vzdolž njegove južne strani stoji šest stebrov s svojo entablaturo.
Njihovi kapiteli ostajajo skoraj popolni na južni strani, medtem ko so zimski vetrovi Beke skoraj razgalili severne stene.
Preostali bloki arhitrava in friza tehtajo kar 60 ton, z enim vogalnim blokom, ki tehta več kot 100 ton, vsi pa so dvignjeni na višino 19 m nad tlemi.

## Galerija
- Rimska levja glava (Gargouille)
- Heksagonalno dvorišče, severni bazen
- Korintski kapitel
- Veliko dvorišče, pogled proti severovzhodu
- TVeliko sodišče, južna stran
- Veliko dvorišče, južna stran
- Notranjost, pogled proti vzhodu[11]